# DAY TO DAY
「DAY TO DAY」（デイ・トゥ・デイ）は、ストレイテナーの20枚目のシングル。2015年11月11日にユニバーサル ミュージックから発売された。

## 概要
- 前作の『 NO 〜命の跡に咲いた花〜』から約4か月ぶりのリリース。2015年リリースのシングルとして「エモーショナル3部作」の3作目。
- A面のみアルバム『COLD DISC』収録。B面はアルバム未収録。
- 元々2015年は4月と11月にシングルをリリースするプランを立てていたが、「The Place Has No Name」のタイアップが決まったことにより、本来4月にリリースする予定だった「NO ～命の跡に咲いた花～」が7月にずれることとなった。そのため、メンバーは11月のシングルリリースはなくなったものだと考えていたが、スタッフの提案で11月にもシングルをリリースすることが決まった。そのため、メジャーデビュー後初めて1年間に3枚シングルをリリースすることとなった。
- プロモーションビデオには俳優の千葉雄大が出演している。

## 収録曲

### CD
（全作詞・作曲：ホリエアツシ）
1. DAY TO DAY
2. FREE ROAD
3. DAY TO DAY -instrumental-
4. FREE ROAD -instrumental-

### DVD
"The Day of 'Sky Jamboree 2015' August 23,2015"
1. EVERGREEN
2. From Noon Till Dawn
3. The World Record
4. Discography
5. ROCKSTEADY
6. NO 〜命の跡に咲いた花〜
7. Melodic Storm